# Internal Revenue Service
L'Internal Revenue Service, abbreviato in IRS, è l'agenzia governativa deputata alla riscossione dei tributi all'interno del sistema tributario degli Stati Uniti d'America.
È dipendente dal Dipartimento del Tesoro e guidata da un apposito commissario (Commissioner) nominato dal Presidente degli Stati Uniti con mandato quinquennale.

## Descrizione
L'IRS è responsabile del servizio di riscossione delle tasse e dell'amministrazione dell'Internal Revenue Code, l'insieme di tutte le norme fiscali federali degli Stati Uniti. Tra i compiti dell'IRS sono compresi il fornire assistenza fiscale ai contribuenti e il perseguire e risolvere i casi di dichiarazioni dei redditi errate o fraudolente. L'IRS inoltre supervisiona vari programmi di sgravi, e garantisce il rispetto dell'applicazione di una parte dell'Affordable Care Act.
In origine, l'IRS era nato come Ufficio federale, creato nel 1862 per esaminare il primo gettito fiscale della nazione, che serviva per trovare i fondi necessari per far fronte alle spese derivanti dalla guerra di secessione. Le misure temporanee adottate all'epoca coprirono un quinto delle spese di guerra dell'Unione ed era previsto che terminassero dieci anni più tardi. Nel 1913 fu ratificato il XVI emendamento, che autorizzava il Congresso a imporre un'imposta sul reddito, e così fu istituito l'Ufficio di Riscossione Interna (Bureau of Internal Revenue). Nel 1953 l'agenzia fu rinominata in Internal Revenue Service e significativamente riorganizzata. La riforma fiscale del 1986 modernizzò e riorganizzò l'IRS, modellandolo sull'esempio del settore privato.
Nell'anno fiscale 2017, l'IRS ha esaminato più di 245 milioni di ricavi e raccolto più di $3,4 trilioni in entrate lorde, con una spesa di 0,34 dollari per 100 dollari raccolti.